# Украинские радиосистемы
Украинские радиосистемы — украинский оператор связи, который в 2005 году вошёл в состав российской телекоммуникационной компании «Вымпел-Коммуникации» (торговая марка «Beeline»). Компания УРС имела сетевой код 68. Телефонные номера в международном формате имели вид +380 68xxxxxxx. По данным ОАО «ВымпелКом», чистая операционная выручка от деятельности компании на Украине в 2007 году составила 105,4 млн долларов. В настоящее время ликвидирован.

## История
ЗАО «Украинские радиосистемы» создано в 1995 году с целью продвижения на рынок Украины передовых технологий в области телекоммуникаций.
С 29 сентября 1995 года — «УРС» являются полноправным членом Общеевропейской Ассоциации операторов — MoU, а с июля 1997 года — полноправным член Ассоциации операторов GSM MoU.
В марте 1997 года компания выиграла конкурс на построение сети стандарта GSM-900 на территории Украины.
1 октября 1998 года «Украинские радиосистемы» запустили сеть в коммерческую эксплуатацию. Услуги предоставляются под ТМ WellCOM.
В 2003 году на технической базе «УРС» ПриватБанк запускает виртуального оператора privat: mobile.
20 декабря 2004 года «УРС» начинает предоставлять услуги предоплаченной мобильной связи под брендом Моби.
С 2005 года «УРС» становится часть группы компаний «Вымпел Коммуникации», предоставляющих услуги мобильной связи под брендом Beeline в 7 странах мира и обслуживающих свыше 50 млн абонентов.
С 2006 года «Украинские радиосистемы» начинает предоставлять услуги под брендом Beeline на всей территории Украины. С февраля 2007 года все абоненты WellCOM, privat: mobile и Моби автоматически переводятся на обслуживание под ТМ Beeline.
В 2007 года Beeline был признан «Брендом года» в категории «Мобильная связь» на Всеукраинском конкурсе «Бренд года 2007».
Для строительства сети использовалось оборудование компании Ericsson с распределенной архитектурой SoftSwitch, которое поддерживает все сервисы для сетей поколения 2,5G, включая технологию EDGE.
Закрытое акционерное общество «Украинские радиосистемы» 1 апреля 2011 года было переименовано в частное акционерное общество «Украинские радиосистемы».

## Объединение с Киевстаром
Приобретение «Украинских радиосистем» обернулось очередным корпоративным конфликтом между основными акционерами «ВымпелКома». Российская группа Altimo планировала выйти на украинский рынок мобильной связи путём приобретения «Украинских радиосистем», в то время как Telenor уже являлась владельцем контрольного пакета акций одного из крупнейших операторов мобильной связи Украины — «Киевстара».
Открытое акционерное общество «Вымпел-Коммуникации» («ВымпелКом») объявило о том, что приветствует решение крупнейших акционеров Компании — Telenor и Altimo — объединить компании «ВымпелКом» и «Киевстар» в составе холдинга «VimpelCom Ltd.», который заменит «ВымпелКом» в листинге Нью-Йоркской Фондовой Биржи. 18 марта 2010 Антимонопольный комитет Украины дал разрешение на объединение. Однако в апреле АМКУ приостановил действие своего решения на период рассмотрения жалобы ООО «Астелит» (торговая марка «life:)»). 19 октября в результате рассмотрения жалобы решение об одобрении объединения оставлено без изменений. Объединённая компания будет использовать торговые марки «Киевстар», Djuice и «Киевстар-Бизнес», а бренд Beeline найдёт ограниченное применение в качестве нишевого предложения для туристов из России.
С 22 ноября 2010 г. для абонентов доступен роуминг в сети Киевстар, при этом в роуминге тарифы останутся такими же, как и внутри сети Beeline. Также были введены новые тарифы для объединённой сети Beeline и Киевстар. С апреля 2011 г. абоненты Beeline были передведны на обслуживание в ЦОА Киевстара.
С апреля 2012 г. клиенты Beeline были подключены к программе лояльности «Киевстар клуб».
3 апреля 2012 г. на официальном сайте оператора появилось сообщение о прекращении предоставления услуг ЧАО «Украинские радиосистемы».
С 1 июля 2012 г. абоненты Beeline обслуживаются уже непосредственно компанией Киевстар, в связи с переоформлением на неё номерного ресурса 68 и кода сети MNC 02.
В октябре 2012 года АО «Киевстар» приобрело 100 % акций ЧАО «Украинские радиосистемы».
В сентябре 2013 года ЧАО «Украинские радиосистемы» было ликвидировано.

## Бренд
Всеукраинский конкурс «Бренд года 2008» признал Beeline лучшей торговой маркой в категории «Мобильная связь», а также присудил победу в номинации «Прорыв года» как оператору, который развивается быстрее всех на Украине.
Тариф «29», по версии оператора, является самым популярным на начало 2009 года благодаря оптимальной ценовой политике. Более 70 % новых абонентов Beeline выбрало этот тариф в период новогодних праздников.